# Prvenstvo Anglije 1951
Prvenstvo Anglije 1951 v tenisu.

## Moški posamično
Dick Savitt :  Ken McGregor, 6-4, 6-4, 6-4

## Ženske posamično
Doris Hart :  Shirley Fry, 6-1, 6-0

## Moške dvojice
Ken McGregor /  Frank Sedgman :  Jaroslav Drobný /  Eric Sturgess, 3–6, 6–2, 6–3, 3–6, 6–3

## Ženske dvojice
Shirley Fry /  Doris Hart :  Louise Brough /  Margaret Osborne duPont, 6–3, 13–11

## Mešane dvojice
Doris Hart  /  Frank Sedgman :  Nancye Wynne Bolton /  Mervyn Rose, 7–5, 6–2